# Walter Schmid
Walter Schmid (tudi Franc Šmid), slovenski arheolog,  * 18. januar 1875, Kranj, † 24. marec 1951, Gradec.

## Življenjepis
Schmid je v letih med 1893 in 1894 na Dunaju študiral pravo, 1894 je stopil v benediktinski red v Admontu in tam študiral teologijo (posvečen v duhovnika 1898). Od 1902 do 1904 je študiral zgodovino, arheologijo in geografijo na Univerzi v Gradcu. Poznan je postal po zagovoru disertacije o Dalmatinovi Bibliji. V letih 1905-1909 je bil kustos v Deželnem muzeju v Ljubljani. Leta 1912 je habilitiral na graški univerzi, dobil je mesto predstojnika arheološkega oddelka in numizmatičnega kabineta v graškem Joanneumu ter deželnega arheologa za Štajersko. Leta 1920 je postal tudi izredni profesor za prazgodovino in provincialno arheologijo na graški univerzi.
Na področju slovenske arheologije ima pomembno mesto kot muzealec in raziskovalec. Deželni muzej v Ljubljani je želel urediti v pravo znanstveno institucijo, začel je izdajati strokovni časopis Carniola. Njegovo raziskovalno delo je segalo v vsa arheološka obdobja od bakrene dobe do zgodnjega srednjega veka. Posebej so pomembna njegova številna izkopavanja v Sloveniji in na avstrijskem Štajerskem, med drugim kolišče v Notranjih Goricah, železnodobna naselja na Pohorju, na Vačah, v Šmihelu pod Nanosom, na Ulaki v Loški dolini, Ajdovskem gradcu z nekropolo na Bitnjah v Bohinju, v rimski Emone, v Lipnici - rimske Flavie Solve, grobišče iz obdobja preseljevanja ljudstev v Kranju, staroslovensko grobišče v Srednji vasi v Bohinju in Slovenj Gradcu. Tako številnih izkopavanj ni mogel v celoti dokumentirati in javno predstaviti, vendarle ostajajo najdbe še vedno nepogrešljiv vir za slovensko arheologijo. 
Znanstvene teze, ki jih je odločno zagovarjal, npr. o noriški kulturi, postavljanju Metuluma na gradišče Šmihel pod Nanosom, Noreje v Sankt Margarethen am Silberberg severno od Svinje, niso obveljale, vendar je bilo njegovo delo, predvsem naselbinska izkopavanja in znanstveno raziskovanje, pionirsko. 
Objavil je 563 razprav in člankov.